# Primera División (Argentinien) 1971
Die Primera División 1971 war die 41. Spielzeit der argentinischen Fußball-Liga Primera División. Diese wurde untergliedert in zwei Halbjahresmeisterschaften, die jeweils einen argentinischen Meister hervorbrachten. In der ersten Jahreshälfte fand das Torneo Metropolitano statt, die zweite Jahreshälfte wurde im Torneo Nacional ausgespielt. Dieser Modus wurde bis ins Jahr 1985 beibehalten, ehe man sich der Spielweise in Europa anpasste und nicht mehr im Kalenderjahr, sondern von Sommer zu Sommer spielte.

## Torneo Metropolitano
Das Torneo Metropolitano wurde mit neunzehn Teilnehmern ausgespielt, die im Ligasystem je zweimal gegeneinander spielten. Es begann am 5. März und endete am 3. Oktober 1971.
Am Ende des Torneo Metropolitano konnte sich CA Independiente durchsetzen und wurde zum achten Mal in der Vereinsgeschichte argentinischer Fußballmeister.

### Tabelle
| Pl. | Verein                  | Sp. | S  | U  | N  | Tore    | Diff. | Punkte |
| --- | ----------------------- | --- | -- | -- | -- | ------- | ----- | ------ |
| 1.  | CA Independiente (M)    | 36  | 20 | 10 | 6  | 057:260 | +31   | 50     |
| 2.  | Vélez Sársfield         | 36  | 20 | 9  | 7  | 077:420 | +35   | 49     |
| 3.  | Chacarita Juniors       | 36  | 17 | 12 | 7  | 049:350 | +14   | 46     |
| 4.  | Newell’s Old Boys       | 36  | 18 | 8  | 10 | 074:470 | +27   | 44     |
| 5.  | CA San Lorenzo          | 36  | 18 | 8  | 10 | 075:520 | +23   | 44     |
| 6.  | River Plate             | 36  | 14 | 11 | 11 | 060:520 | +8    | 39     |
| 7.  | Ferro Carril Oeste      | 36  | 15 | 8  | 13 | 049:490 | ±0    | 38     |
| 8.  | Boca Juniors            | 36  | 16 | 4  | 16 | 059:520 | +7    | 36     |
| 9.  | CA Huracán              | 36  | 12 | 11 | 13 | 046:540 | −8    | 35     |
| 10. | Rosario Central         | 36  | 11 | 12 | 13 | 048:510 | −3    | 34     |
| 11. | Racing Club             | 36  | 10 | 14 | 12 | 056:640 | −8    | 34     |
| 12. | Gimnasia y Esgrima LP   | 36  | 10 | 14 | 12 | 051:620 | −11   | 34     |
| 13. | Estudiantes de La Plata | 36  | 11 | 10 | 15 | 041:550 | −14   | 32     |
| 14. | CA Colón                | 36  | 10 | 11 | 15 | 058:730 | −15   | 31     |
| 15. | Club Atlético Atlanta   | 36  | 11 | 8  | 17 | 045:570 | −12   | 30     |
| 16. | Argentinos Juniors      | 36  | 9  | 11 | 16 | 043:560 | −13   | 29     |
| 17. | CA Banfield             | 36  | 6  | 17 | 13 | 036:540 | −18   | 29     |
| 18. | CA Los Andes            | 36  | 9  | 9  | 18 | 038:570 | −19   | 27     |
| 19. | CA Platense             | 36  | 6  | 11 | 19 | 042:660 | −24   | 23     |

| (M) | Vorjahres-Meister Metropolitano |

### Meistermannschaft
| CA Independiente | |
|                  | Ramón Adorno, Agustín Balbuena, Eduardo Commisso, Vicente de la Mata, Omar Diéguez, Luis Garisto, Enzo Gennoni, Miguel Ángel Giachello, Miguel Ángel López, Eduardo Maglioni, Dante Mírcoli, Idalino Monges, José Pastoriza, Ricardo Pavoni, Miguel Ángel Raimondo, Miguel Santoro, Alejandro Semenewicz, Aníbal Tarabini Trainer: Pedro Dellacha |

### Torschützenliste
| Pl. | Nat.        | Spieler         | Verein            | Tore |
| --- | ----------- | --------------- | ----------------- | ---- |
| 1   | Argentinien | Carlos Bianchi  | Vélez Sársfield   | 36   |
| 2   | Argentinien | Alfredo Obberti | Newell’s Old Boys | 28   |
| 3   | Argentinien | Rodolfo Fischer | CA San Lorenzo    | 20   |
| 4   | Argentinien | Roberto Cabral  | CA Platense       | 18   |
| 5   | Argentinien | Óscar Mas       | River Plate       | 16   |

## Torneo Nacional
Das Torneo Nacional war die zweite Halbjahresmeisterschaft. Es begann am 8. Oktober und endete am 29. Dezember 1971. Zunächst wurden zwei Gruppen gebildet, deren beide bestplatzierte Mannschaften sich in zwei Halbfinalspielen trafen. Aus diesen Semifinals wurden die beiden Finalteilnehmer ermittelt. Diese waren im Jahr 1971 Rosario Central und CA San Lorenzo de Almagro. Rosario Central konnte sich letztlich im Endspiel durchsetzen und zum ersten Mal in der Vereinsgeschichte den argentinischen Meistertitel gewinnen.

### Gruppenphase

#### Gruppe A
| Pl. | Verein                        | Sp. | S  | U | N  | Tore    | Diff. | Punkte |
| --- | ----------------------------- | --- | -- | - | -- | ------- | ----- | ------ |
| 1.  | CA Independiente              | 14  | 10 | 4 | 0  | 031:130 | +18   | 24     |
| 2.  | Newell’s Old Boys             | 14  | 9  | 5 | 0  | 037:100 | +27   | 23     |
| 3.  | CA Belgrano                   | 14  | 9  | 3 | 2  | 028:130 | +15   | 21     |
| 4.  | River Plate                   | 14  | 8  | 5 | 1  | 026:130 | +13   | 21     |
| 5.  | Argentinos Juniors            | 14  | 7  | 1 | 6  | 022:220 | ±0    | 15     |
| 6.  | Ferro Carril Oeste            | 14  | 4  | 6 | 4  | 022:200 | +2    | 14     |
| 7.  | CA Banfield                   | 14  | 4  | 5 | 5  | 023:220 | +1    | 13     |
| 8.  | CA Kimberley                  | 14  | 4  | 5 | 5  | 022:210 | +1    | 13     |
| 9.  | AC San Martín de Mendoza      | 14  | 3  | 6 | 5  | 020:200 | ±0    | 12     |
| 10. | Gimnasia y Esgrima LP         | 14  | 3  | 3 | 8  | 022:300 | −8    | 09     |
| 11. | CA Huracán                    | 14  | 3  | 3 | 8  | 019:270 | −8    | 09     |
| 12. | Juventud Antoniana            | 14  | 3  | 2 | 9  | 023:300 | −7    | 08     |
| 13. | CA Don Orione                 | 14  | 4  | 0 | 10 | 016:340 | −18   | 08     |
| 14. | Huracán de Comodoro Rivadavia | 14  | 1  | 1 | 12 | 011:550 | −44   | 03     |

#### Gruppe B
| Pl. | Verein                                 | Sp. | S | U | N | Tore    | Diff. | Punkte |
| --- | -------------------------------------- | --- | - | - | - | ------- | ----- | ------ |
| 1.  | Rosario Central                        | 14  | 9 | 3 | 2 | 027:130 | +14   | 21     |
| 2.  | CA San Lorenzo                         | 14  | 8 | 4 | 2 | 037:190 | +18   | 20     |
| 3.  | Boca Juniors (M)                       | 14  | 8 | 4 | 2 | 034:170 | +17   | 20     |
| 4.  | Gimnasia y Esgrima Mendoza             | 14  | 7 | 5 | 2 | 028:210 | +7    | 19     |
| 5.  | Club Atlético Atlanta                  | 14  | 6 | 4 | 4 | 025:170 | +8    | 16     |
| 6.  | Vélez Sársfield                        | 14  | 5 | 6 | 3 | 021:200 | +1    | 16     |
| 7.  | Estudiantes de La Plata                | 14  | 4 | 4 | 6 | 022:190 | +3    | 12     |
| 8.  | Racing Club                            | 14  | 4 | 4 | 6 | 020:210 | −1    | 12     |
| 9.  | Chacarita Juniors                      | 14  | 5 | 2 | 7 | 016:200 | −4    | 12     |
| 10. | CA Colón                               | 14  | 3 | 6 | 5 | 021:260 | −5    | 12     |
| 11. | CA San Martín de Tucumán               | 14  | 4 | 4 | 6 | 022:300 | −8    | 12     |
| 12. | Guaraní Antonio Franco de Posadas      | 14  | 3 | 4 | 7 | 018:260 | −8    | 10     |
| 13. | Central Córdoba de Santiago del Estero | 14  | 3 | 3 | 8 | 017:330 | −16   | 09     |
| 14. | Huracán de Ingeniero White             | 14  | 2 | 4 | 8 | 007:250 | −18   | 08     |

| (M) | Vorjahres-Meister Nacional |

### Halbfinale
|                 | Ergebnis        |                   |
| --------------- | --------------- | ----------------- |
| CA San Lorenzo  | 2:2 (9:8 i. E.) | CA Independiente  |
| Rosario Central | 1:0             | Newell’s Old Boys |

### Finale
|                 | Ergebnis |                |
| --------------- | -------- | -------------- |
| Rosario Central | 2:1      | CA San Lorenzo |

### Meistermannschaft
| CA Rosario Central | |
|                    | Carlos Aimar, Gabriel Arias, Daniel Aricó, Daniel Astegiano, Roberto Astudillo, Eduardo Barrios, Ramón Bóveda, Miguel Bustos, Jorge Carrascosa, Carlos Colman, Alberto Fanesi, Alberto Gómez Franzutti, Jorge José González, Roberto Gramajo, Daniel Killer, Mario Killer, Ángel Landucci, Víctor Mancinelli, Norberto Menutti, José Agustín Mesiano, José Pascuttini, Aldo Poy, Rubén Rodríguez, Aldo Villagra, Hugo Zavagno Trainer: Ángel Labruna |

### Torschützenliste
| Pl. | Nat.        | Spieler         | Verein             | Tore |
| --- | ----------- | --------------- | ------------------ | ---- |
| 1   | Argentinien | José Luñiz      | Juventud Antoniana | 10   |
| 1   | Argentinien | Alfredo Obberti | Newell’s Old Boys  | 10   |
| 3   | Argentinien | Carlos Morete   | River Plate        | 9    |
| 3   | Argentinien | Eduardo Quiroga | CA Belgrano        | 9    |
| 5   | Argentinien | Héctor Scotta   | CA San Lorenzo     | 8    |